# Association Sportive de Saint-Étienne
A Association Sportive de Saint-Étienne, Saint-Étienne ou simplesmente ASSE, é um clube de futebol francês da cidade de Saint-Étienne em Ródano-Alpes, fundado no dia 19 de junho de 1919.
É o segundo maior campeão da Ligue 1 com 10 títulos, só ultrapassado pelo PSG, o recordista do campeonato com 13 títulos. Ostenta também 6 títulos da Copa da França e um da Copa da Liga Francesa, entre os títulos mais importantes, já tendo sido vice-campeão da Liga dos Campeões da Europa em 1976, o seu maior destaque internacional.
O Saint-Étienne joga seus jogos em casa no Estádio Geoffroy-Guichard, inaugurado em 1931 e atualmente com capacidade para cerca de 42.000 espectadores. O estádio foi também utilizado no UEFA EURO 1984, na Copa do Mundo de 1998, na Taça das Confederações de 2003 e no UEFA EURO 2016, considerando as principais competições.
O principal rival do Saint-Étienne é o Olympique Lyonnais, com sede na vizinha cidade de Lyon, com quem disputa o Derby dos Rhône-Alpes. Olympique de Marseille, FC Nantes e Olympique de Nice, são outros rivais nacionais.
Em 29 de maio de 2022, após perder por 4-5 nos penâltis no play-off de rebaixamento, desceu para a Ligue 2, retornando para a Ligue 1 na Temporada 2024-25.

## História

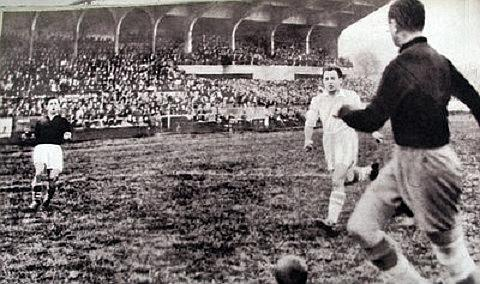
Jogo contra o Olympique de Marseille em 1938.

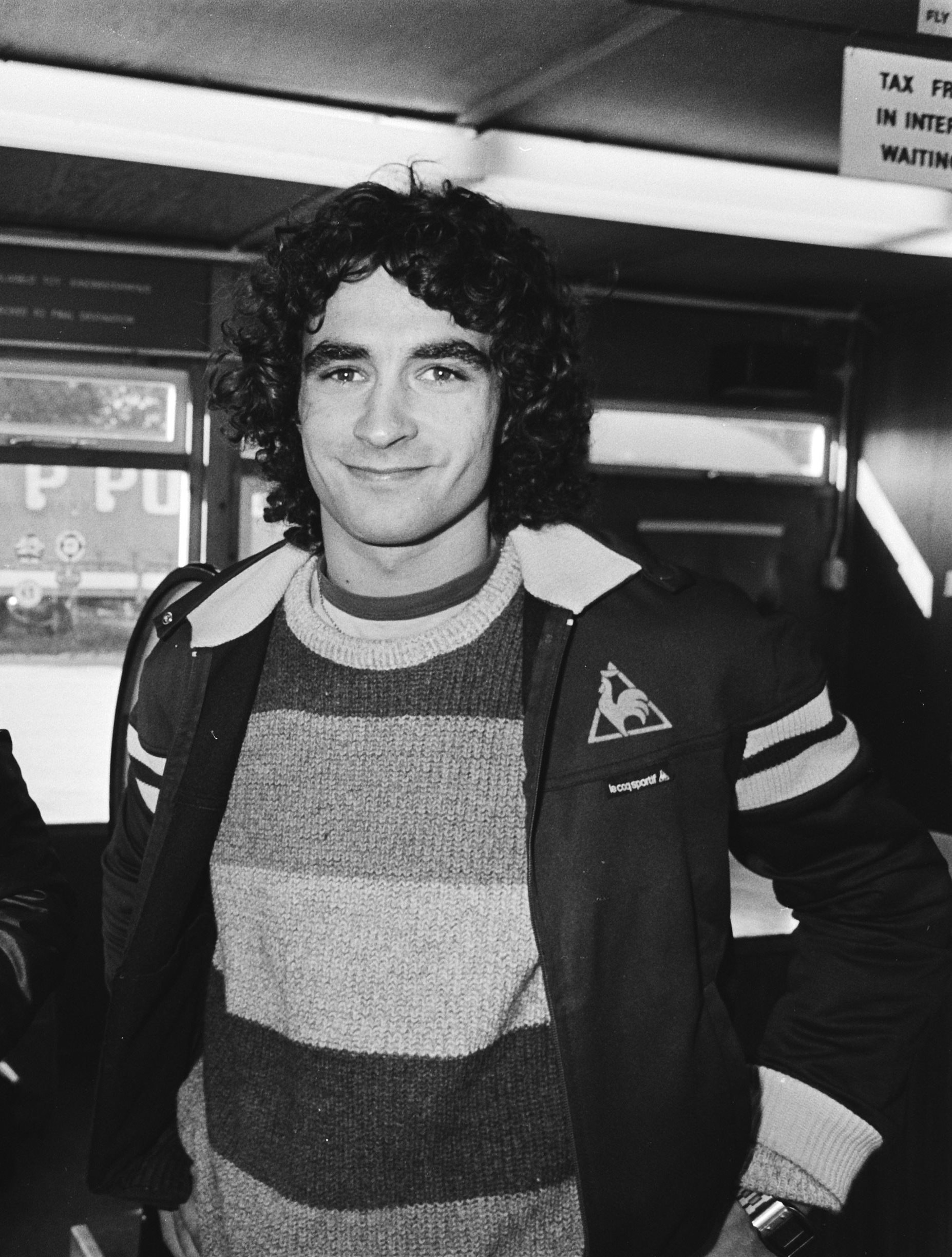
Dominique Rocheteau.

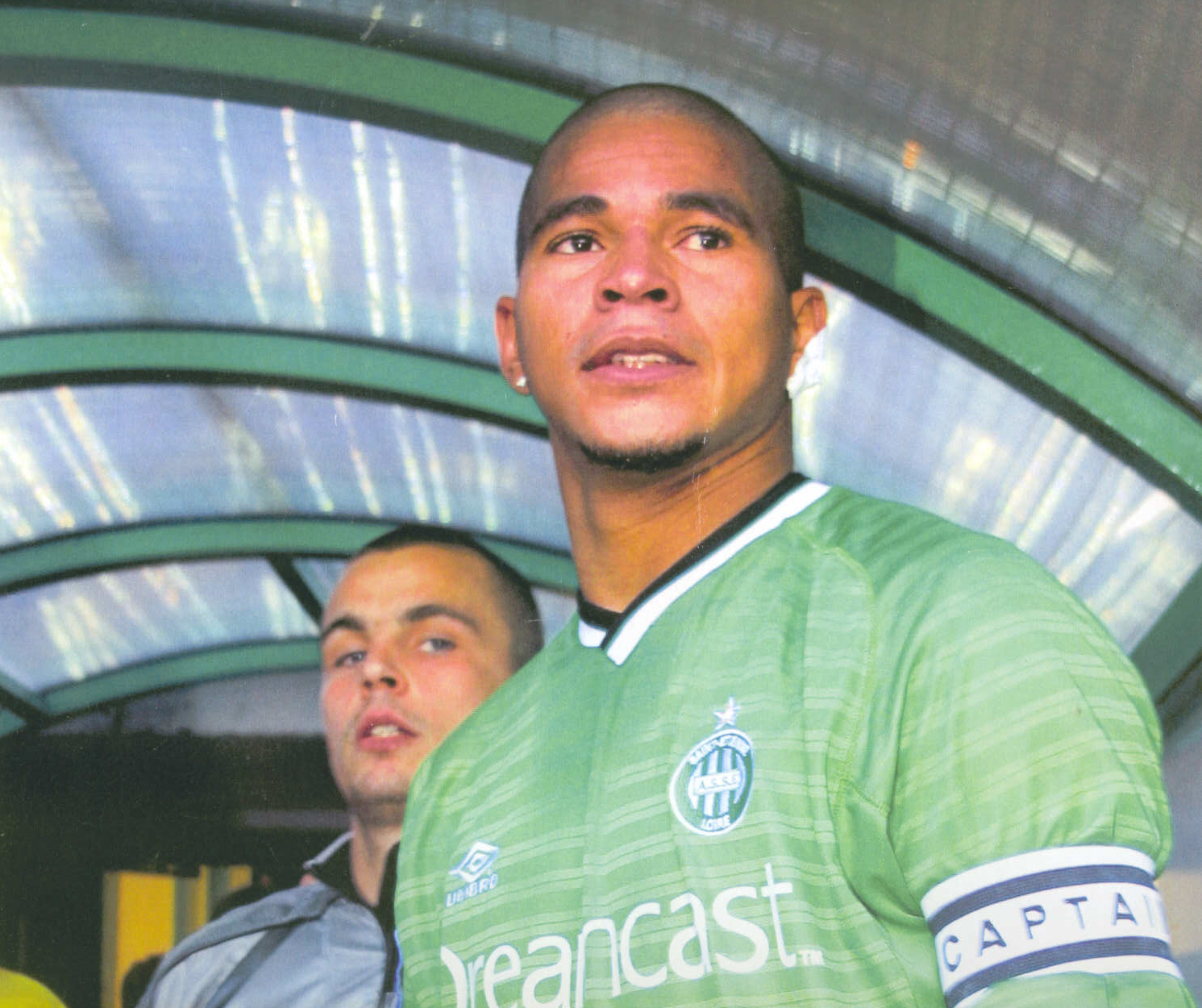
Aloísio, atacante brasileiro, com a braçadeira de capitão.

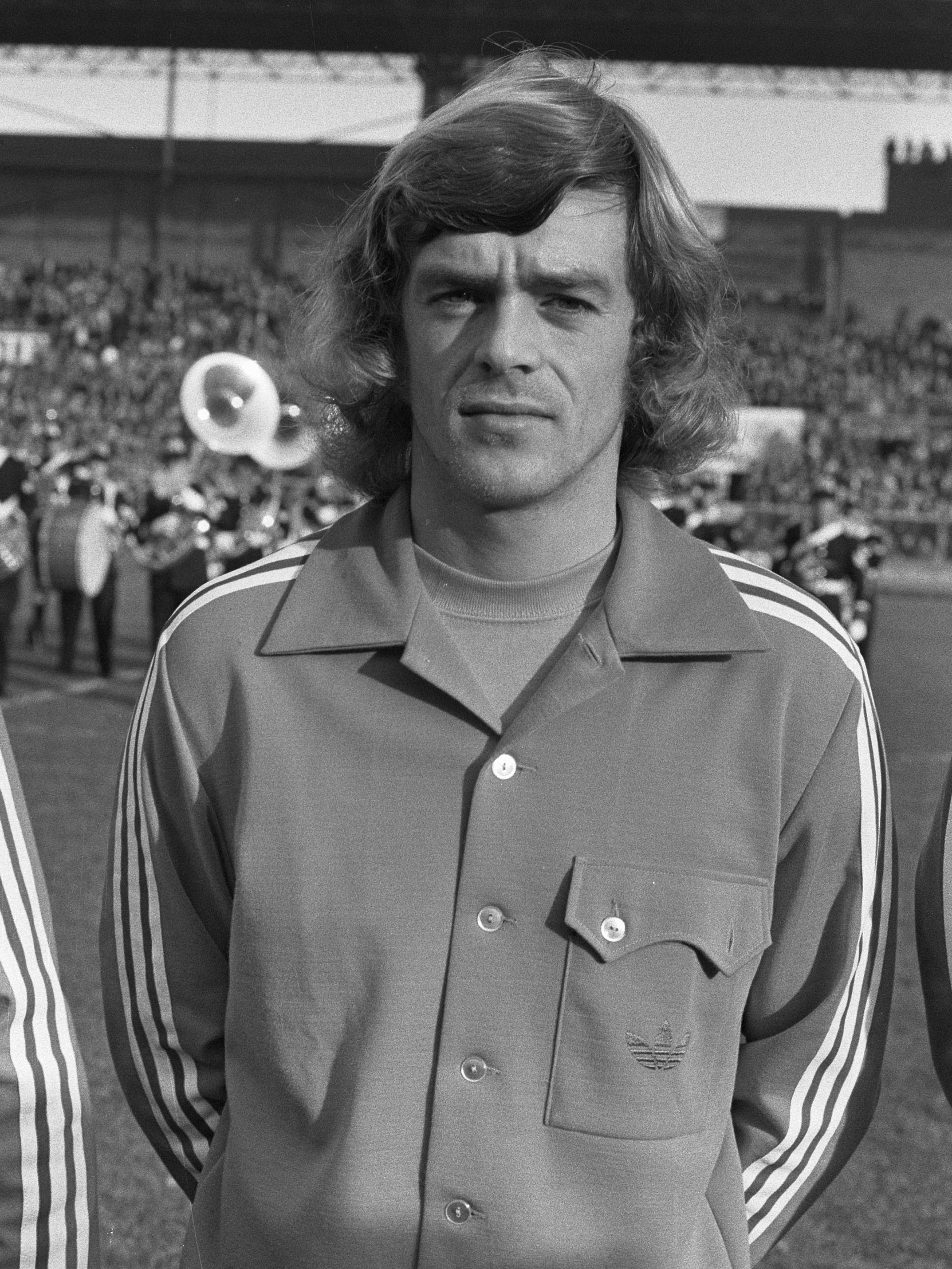
Johnny Rep.

Fundada em uma região industrial e operária, Saint-Étienne encontra suas origens entre os trabalhadores. Nasceu mais precisamente em julho de 1909 como secção desportiva denominada a Amicale des employés de la Société des magasins Casino, que cria um clube poli-esportivo, o ASC (por causa das iniciais da associação). Esta seção adotou a cor verde da rede de supermercados Casino.
Em 1920 este clube passa a se chamar l'Amical Sporting Club, para poder manter as iniciais.
Em 1933 a equipe se profissionaliza e troca o nome para o atual, Association Sportive de Saint-Étienne Loire.
Na Temporada 1938-39 a equipe debuta na primeira divisão do Campeonato Francês.
Em 1955, a ASSE conquistou seu primeiro troféu oficial, a Copa Charles Drago.
Em 1957 o clube ganha o seu primeiro título de campeão do Campeonato Francês.
Desde o último terço da década de 1960, o ASSE dominou o futebol da liga francesa. Em 1961 Roger Rocher assume a presidência do clube. Com Rocher a frente o clube vive seus melhores momentos esportivos e ganha nove campeonatos franceses e seis Copas de França.
Ademais a equipe chega a final da Liga dos Campeões da UEFA na Temporada 1975-76, terminando como vice campeão na sua melhor participação na principal competição europeia. Paralelamente à oitava vitória no campeonato em doze anos, o clube chegou à final da Copa dos Campeões da Europa contra o Bayern de Munique no Hampden Park de Glasgow em 1976 - e perdeu por 1-0. Nesta partida, os Stéphanois acertaram uma vez na parte de baixo da trave (Dominique Bathenay) e uma vez contra o poste interior (Jacques Santini) da trave de Munique. Como o quadro da baliza ainda era angular no momento, a bola não cruzou a linha em ambos os casos, assim como a Sepp Maier, embora vencido nos dois lances, o Bayern ainda venceu a zero. Ainda hoje, todos em Saint-Étienne sabem o que se quer dizer quando se fala de “les poteaux carrés” (“os postes angulares”). Apesar da derrota, a equipe foi saudada por uma grande multidão no dia seguinte nos Champs Elysées de Paris, como a única equipe francesa a chegar na grande final europeia, até então. 
Devido a este sucesso respeitável, o ASSE tornou-se o novo “clube favorito da nação”, no qual o futebol foi apenas moderadamente popular por muito tempo, e mesmo além das fronteiras nacionais; então a banda pop britânica Saint Etienne se deu o nome do clube. Para a cidade, que teve que digerir uma crise devido ao fechamento de mina e à falência de alguns grandes empregadores, a associação passou a ser o elo. Na década de 1980, porém, as coisas ficaram mais difíceis. Roger Rocher permanece no cargo até 1982.
Na Temporada 1981-82 o Saint-Étienne perde a liga por um ponto e a final da Copa da França contra o París Saint-Germain. Na Copa de Europa caiu derrotado na fase preliminar ante o Dinamo de Berlim ao empatar por 1 a 1 na França e cair derrotado na la República Democrática da Alemanha por 2 a 0. Após esta temporada Platini se transferiu para a Juventus de Turim.
Além disso, houve um declínio esportivo, jogadores importantes como Michel Platini e Lopez deixaram o clube. Em 1984, a crise aumentou após 22 anos de filiação na primeira divisão, com o clube caindo para a segunda divisão.
A partir de 1993 o clube acrescentou uma estrela acima de seu escudo simbolizando a conquista de 10 títulos franceses, como fazem tradicionalmente os clubes italianos ao atingirem essa marca (uma estrela a cada 10 títulos nacionais).
Os franceses retornaram a uma grande competição europeia após 26 anos, após um quinto lugar no campeonato 2007-08: isso gerou grande satisfação entre os torcedores branco-verdes, mas o clube foi eliminado na segunda rodada da Copa UEFA 2008-2009 pelo Werder Bremen, então finalista. Nesse ínterim, porém, no campeonato terminou na décima sétima posição, a apenas três pontos do rebaixamento, como no ano seguinte. Os torcedores, que conquistaram as duas primeiras edições do “French Grandstand Championship” (em 2008 e 2009), que premia os torcedores considerados os melhores pela imprensa, ficaram impacientes.
Depois de um "jejum" que durou 32 anos, o Saint-Étienne voltou a conquistar um troféu, a Copa da Liga de 2012-13, batendo o Rennes por 1 a 0 na final com o gol marcado pelo brasileiro Brandão.
O clube apresentou em seus elencos vários jogadores notáveis, sobre tudo durante sua fase dourada nas décadas de 1960 e 1970, que foram estrelas a nivel nacional e internacional. Alguns dos jogadores e treinadores que marcaram época no Saint-Étienne foram Aimé Jacquet, Jacques Santini, Laurent Blanc e Michel Platini. Jacquet dirigiu a Seleção Francesa no Mundial de 1998, quando de proclamou campeão do mundo, assim como Santini conquistou a Copa das Confederacões de 2003. Blanc foi o treinador da Seleção Francesa durante os anos de 2010 a 2012.

## Torcida

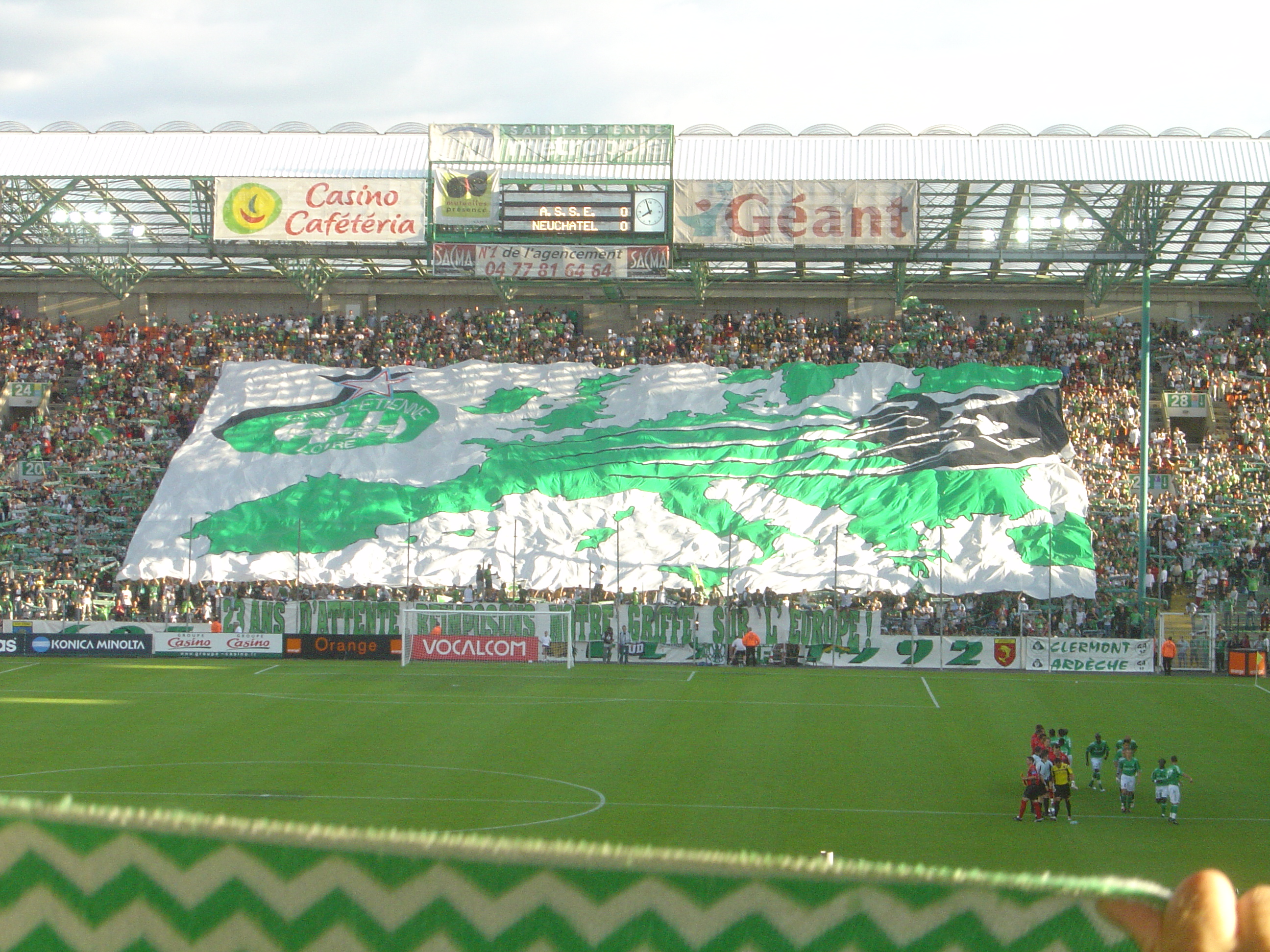
Torcedores na Curva Sul do Geoffroy-Guichard.

A torcida dos Verts é considerada uma das mais ativas, leais e criativas da França. A associação de fãs Associés Supporters existe desde 1934 e hoje ainda tem cerca de 11.000 membros.
Além do sucesso esportivo, o duelo com o Olympique de Marselha é mais sobre o domínio nas arquibancadas: também o OM tem uma torcida animada, barulhenta e grande, cujas ações e gritos têm que ser superados durante os encontros entre os dois clubes.
Apesar de ter pouco mais de 170 mil habitantes, a cidade de Saint-Étienne está localizada em Ródano-Alpes, região com mais de 6 milhões de pessoas, o que parece explicar a popularidade do clube, além de sua performance.
O Saint-Étienne foi apontado como a quinta maior torcida da França com 4% da torcida francesa segundo pesquisa de torcidas da divulgada pela revista Le Point em 2009, cerca de dois milhões e seiscentos mil torcedores.

## Derby dos Rhône-Alpes

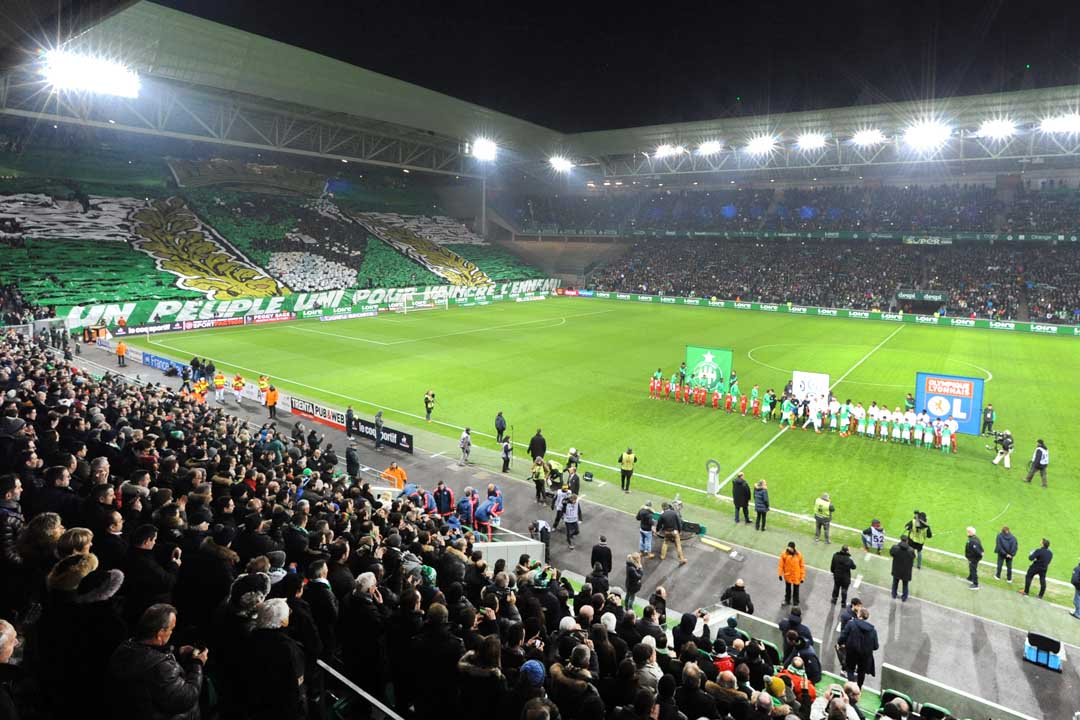
Saint-Étienne-Lyon em 2016, no Stade Geoffroy-Guichard.

O Saint-Étienne disputa com o Olympique Lyonnais o Derby dos Rhône-Alpes, clássico marcado pelo equilíbrio dos números e por grandes sequências de vitórias de um clube sobre o outro em suas melhores fases.
Uma verdadeira rivalidade social entre as duas cidades parece estar ancorada há vários séculos. Esta rivalidade pode ser explicada pela proximidade das duas cidades a 62 km de distância (e 50 km em linha reta), suas diferenças, mas também por uma história comum. Na história da região, de forma bastante sistemática, as duas cidades vizinhas muitas vezes se encontraram em posição de antagonismo: Saint-Étienne é a capital de Jarez e Forez, antigo território do povo gaulês dos Ségusiaves, aliados de Roma antes mesmo da fundação da colônia de Viena por César. A colônia romana de Lyon foi fundada no território dos Segusiaves, provavelmente por partidários de Pompeu que fugiram de Viena durante as revoltas que se seguiram ao assassinato de Júlio César.
O recorde de público pertence ao empate de 1 a 1 em Lyon, com 57.050 torcedores presentes ao Groupama Stadium, em 2 de outubro de 2016, com a vitória dos mandantes por 2 a 0, e em Saint-Étienne foi no empate por 0 a 0 em 3 de outubro de 1992, com 41.970 espectadores presentes ao Stade Geoffroy-Guichard. Cada um dos clubes teve sua fase como agremiação dominante no futebol francês, apresentando grandes craques, atuações e conquistas, o que deixa o Derby Rhône-Alpes ainda mais atrativo quando esses oponentes se encontram, com rivalidade tão intensa que em 2013, a prefeitura e o conselho do Estado decidiram que os clássicos deveriam ocorrer com apenas a torcida do mandante para evitar confrontos, que aconteceram no passado e ainda preocupam nos dias atuais.

## Estádio Geoffroy-Guichard

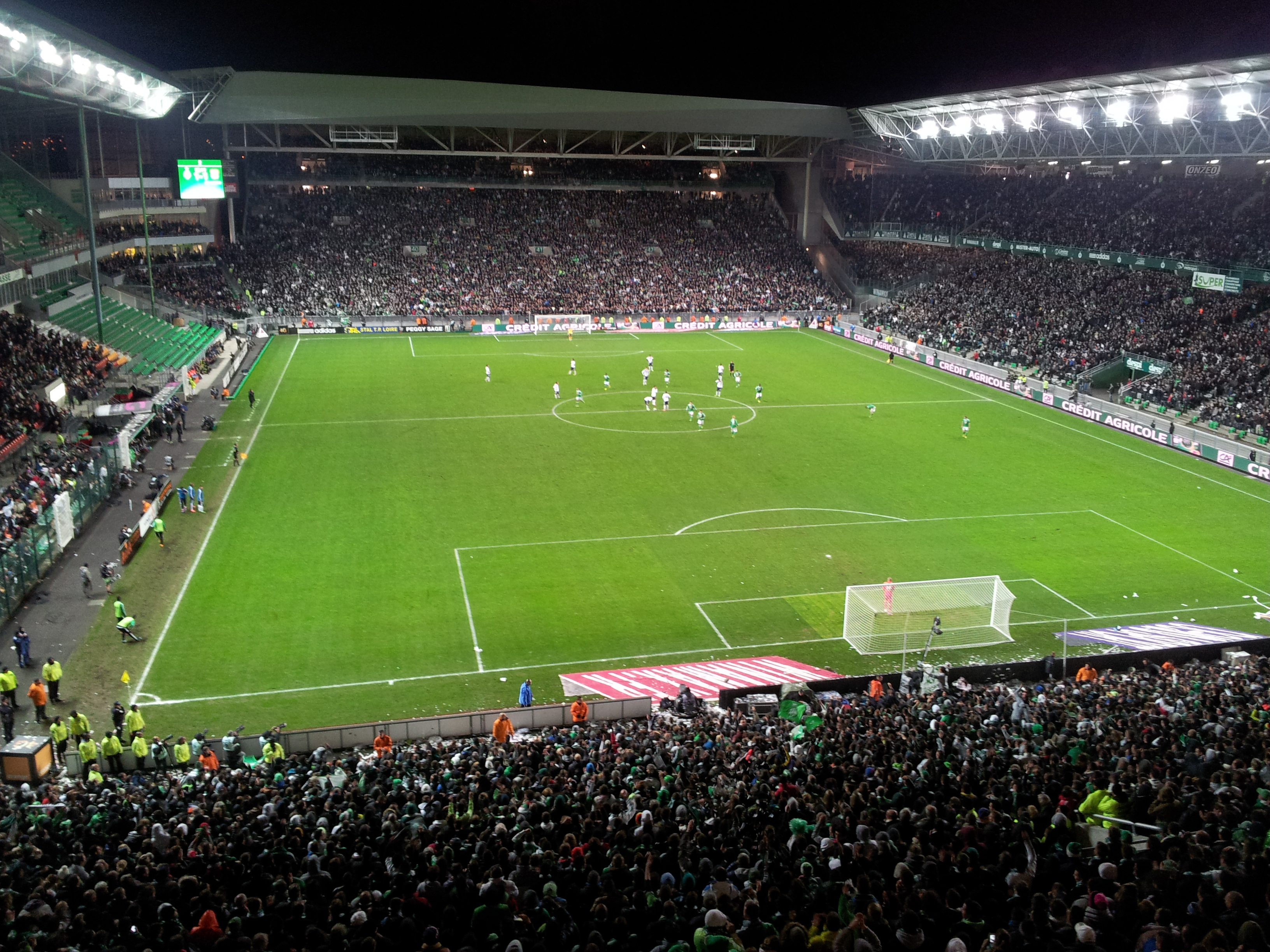
Stade Geoffroy-Guichard em 2013.

A sua construção começou em setembro de 1930. A instalação foi inaugurada oficialmente em 13 de setembro de 1931, e o primeiro jogo ocorreu em 17 de setembro. Naquela época havia apenas uma arquibancada com espaço para 1.800 torcedores. A capacidade foi gradualmente ampliada é depois reduzida por questões de conforto e segurança até chegar ao modelo atual.
Nome: Stade Geoffroy-Guichard
Alcunhas: "Le chaudron" (o caldeirão) ou "l'enfer vert" (o inferno verde)
Inauguração: 13 de setembro de 1931
Capacidade atual: 42.000 espectadores
Recorde de público: 47.747 (11 de maio de 1985, AS Saint-Étienne versus Lille)

## Títulos
O Saint-Étienne é o segundo clube que mais venceu o Campeonato Francês, com dez títulos de campeão no total, além de ser o terceiro maior ganhador da Copa da França, com seis títulos, tendo ainda a conquista de uma Copa da Liga Francesa em seu cartel, entre os títulos de campeão mais importantes, em um total de 27 títulos nacionais oficiais.
| NACIONAIS | NACIONAIS                    | NACIONAIS | NACIONAIS                                                                                 |
|           | Competição                   | Títulos   | Temporadas                                                                                |
| --------- | ---------------------------- | --------- | ----------------------------------------------------------------------------------------- |
|           | Campeonato Francês           | 10        | 1956-57, 1963-64, 1966-67, 1967-68, 1968-69, 1969-70, 1973-74, 1974-75, 1975-76 e 1980-81 |
|           | Copa da França               | 6         | 1961-62, 1967-68, 1969-70, 1973-74, 1974-75 e 1976-77                                     |
|           | Supercopa da França          | 5         | 1957, 1962, 1967, 1968 e 1969                                                             |
|           | Copa da Liga Francesa        | 1         | 2012-13                                                                                   |
|           | Campeonato Francês - Ligue 2 | 3         | 1962-63, 1998-99 e 2003-04                                                                |
|           | Copa Charles Drago           | 2         | 1955 e 1958                                                                               |

### Campanhas europeias de destaque

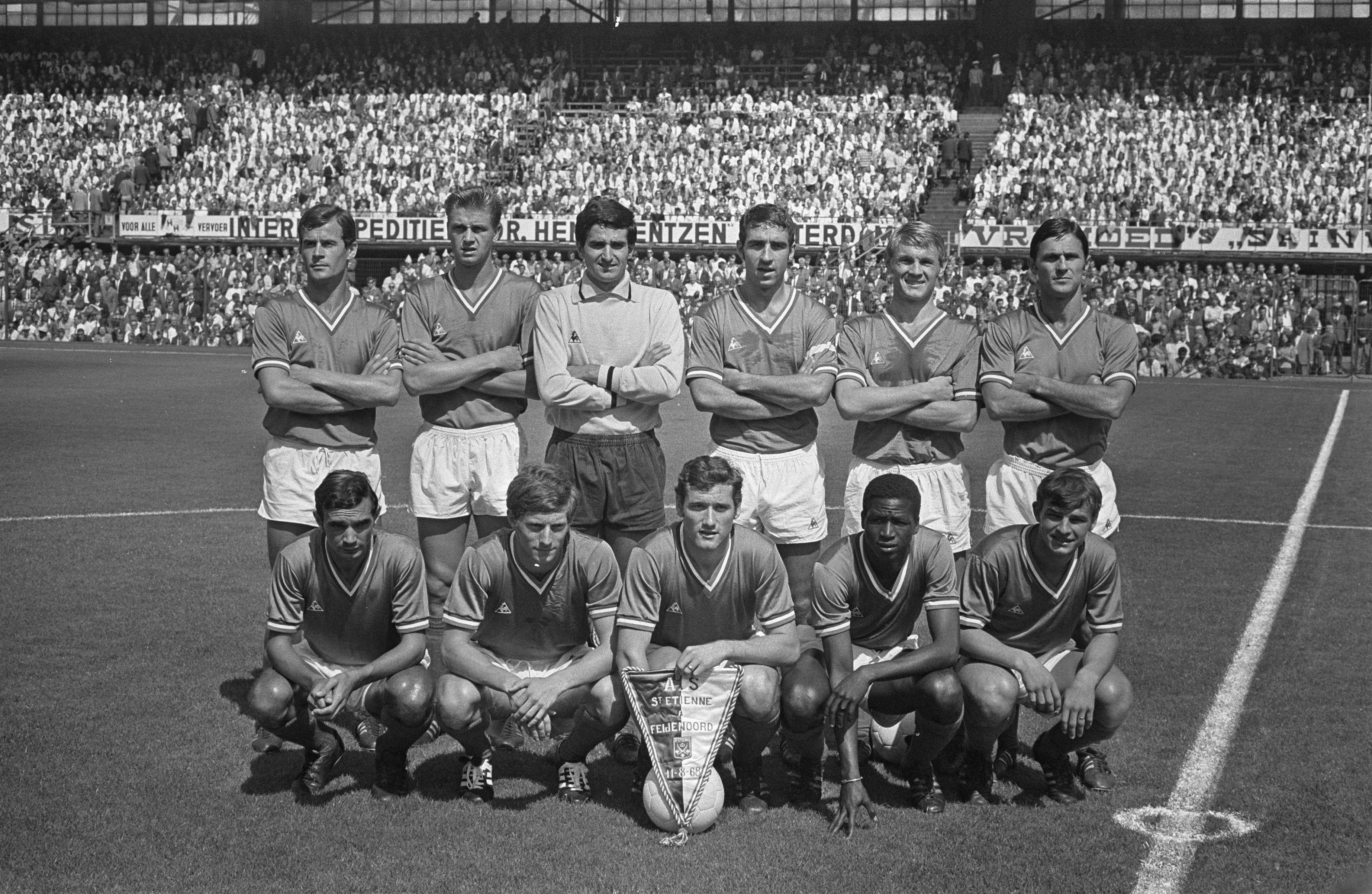
Time do Saint-Étienne 1968/69.

- Vice campeonato da Liga dos Campeões da UEFA (1975-76)
- Semifinal da Liga dos Campeões da UEFA (1974-75)
- Quartas de finais da Liga dos Campeões da UEFA (1976-77)
- Quartas de finais da Copa UEFA (1979-80 e 1980-81)

### Categorias de base

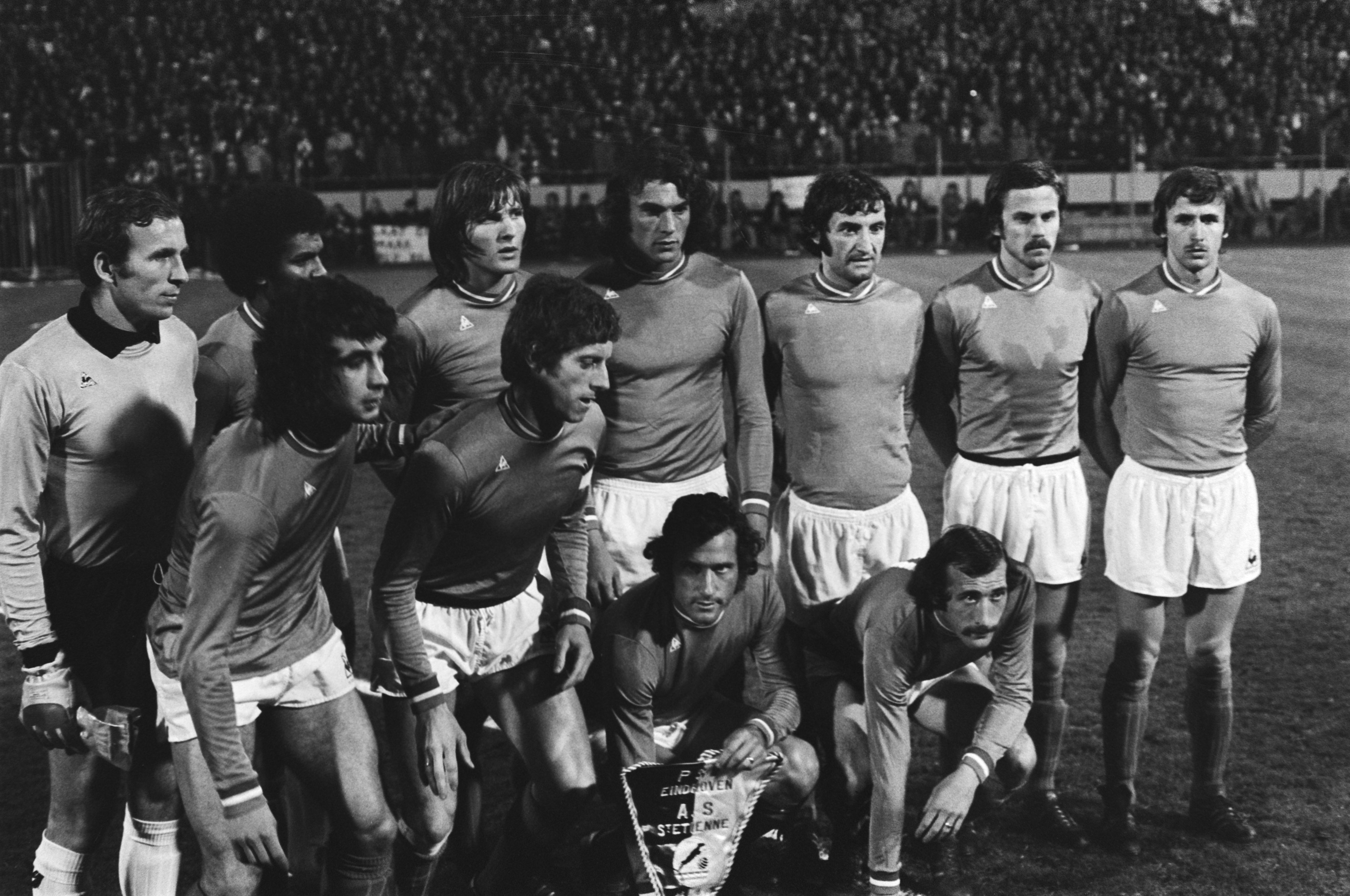
Os Verts de 1976, vice-campeões europeus: Curkovic, Janvion, Bathenay, Piazza, Farison, Lopez, Synaeghel. Rocheteau, Larqué e Revelli.

Copa Gambardella Sub-19: 4
(1963, 1970, 1998, 2019)

## Recorde de jogos
| #  | País   | Nome               | Período             | Jogos |
| -- | ------ | ------------------ | ------------------- | ----- |
| 1  | França | René Domingo       | 1949–1964           | 518   |
| 2  | França | Robert Herbin      | 1957–1972 1974–1975 | 489   |
| 3  | França | Loïc Perrin        | 2003–2020           | 470   |
| 4  | França | Christian Lopez    | 1971–1982           | 453   |
| 5  | França | Gérard Farison     | 1968–1980           | 412   |
| 6  | França | Hervé Revelli      | 1964–1971 1973–1978 | 405   |
| 7  | França | Jean-Michel Larqué | 1965–1977           | 403   |
| 8  | França | Gérard Janvion     | 1972–1983           | 392   |
| 9  | França | Jérémie Janot      | 1996–2012           | 386   |
| 10 | França | Stéphane Ruffier   | 2011–2021           | 384   |

## Maiores artilheiros

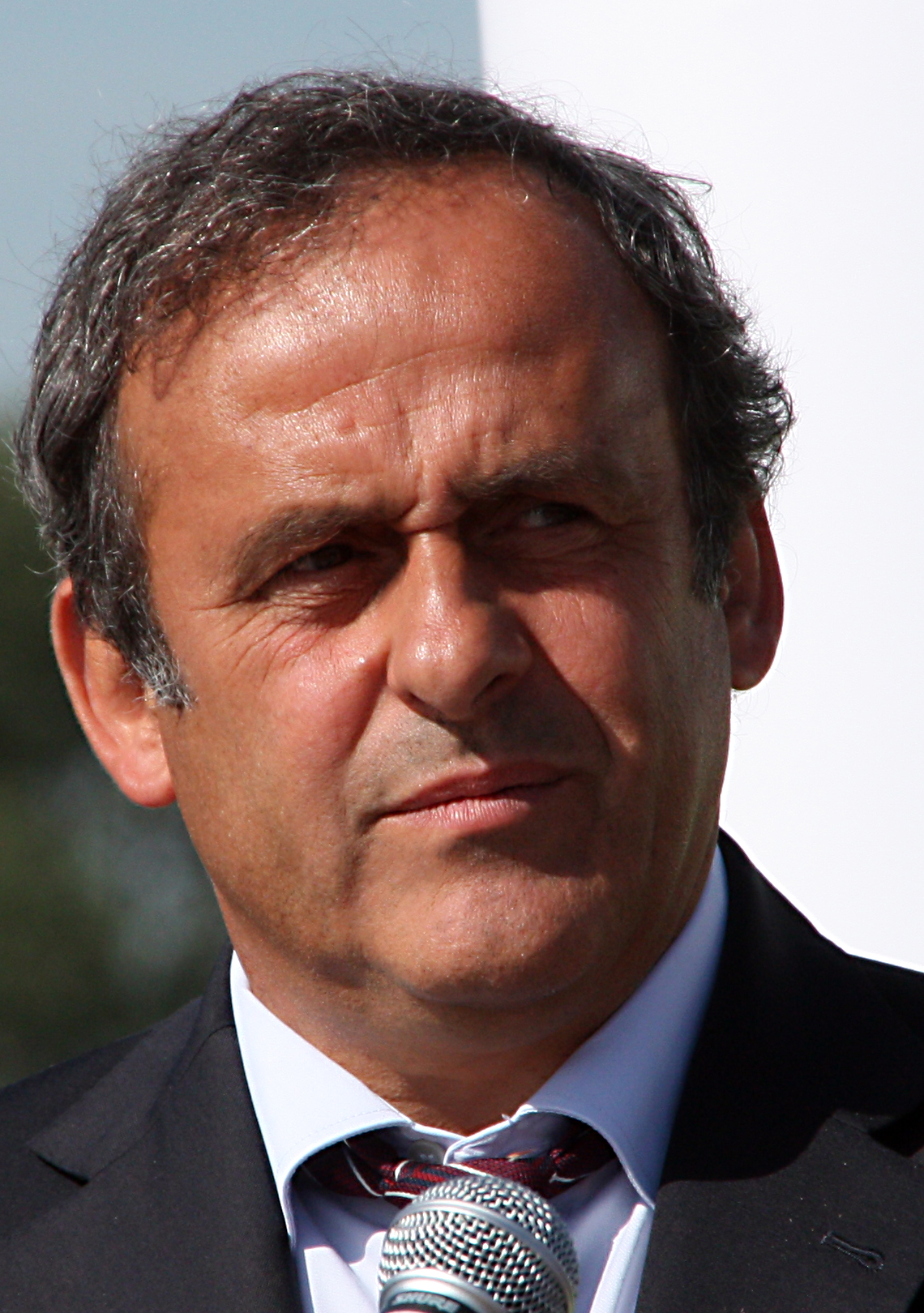
Michel Platini em 2009.

| #  | País     | Nome               | Período             | Gols |
| -- | -------- | ------------------ | ------------------- | ---- |
| 1  | França   | Hervé Revelli      | 1964–1971 1973–1978 | 304  |
| 2  | Argélia  | Rachid Mekhloufi   | 1954–1958 1962–1968 | 150  |
| 3  | Mali     | Salif Keïta        | 1967–1972           | 143  |
| 4  | Áustria  | Ignace Tax         | 1936–1945           | 119  |
| 5  | Espanha  | Antoine Rodriguez  | 1942–1949           | 109  |
| 6  | Camarões | Eugène N'Jo Léa    | 1954–1959           | 101  |
| 7  | França   | Robert Herbin      | 1957–1972 1974–1975 | 99   |
| 8  | França   | Jean-Michel Larqué | 1965–1977           | 99   |
| 9  | Sérvia   | Ivan Bek           | 1935–1939           | 93   |
| 10 | França   | Michel Platini     | 1979–1982           | 82   |

## Elenco
Última atualização: 02 de novembro de 2024.  
Legenda:
- : Capitão
- : Jogador lesionado